# Santiago Milla
Santiago Milla fue un político guatemalteco del siglo XIX.
Uno de los dos delegados del Colegio de Abogados que se abstuvo de votar a favor de la proclamación de independencia de Guatemala. Cuando este país aprobó la anexión a México, representó a su nación en las Cortes de México. Formó parte de la Junta Provisional (1823-1825).